# Altino
Altino es una localidad de 2.532 habitantes en la provincia de Chieti, en la región de los Abruzos (Italia). Se encuentra sobre un peñón que domina el valle del río Aventino. El valle ofrece cultivos de hortalizas, frutales, viñedos y olivos.

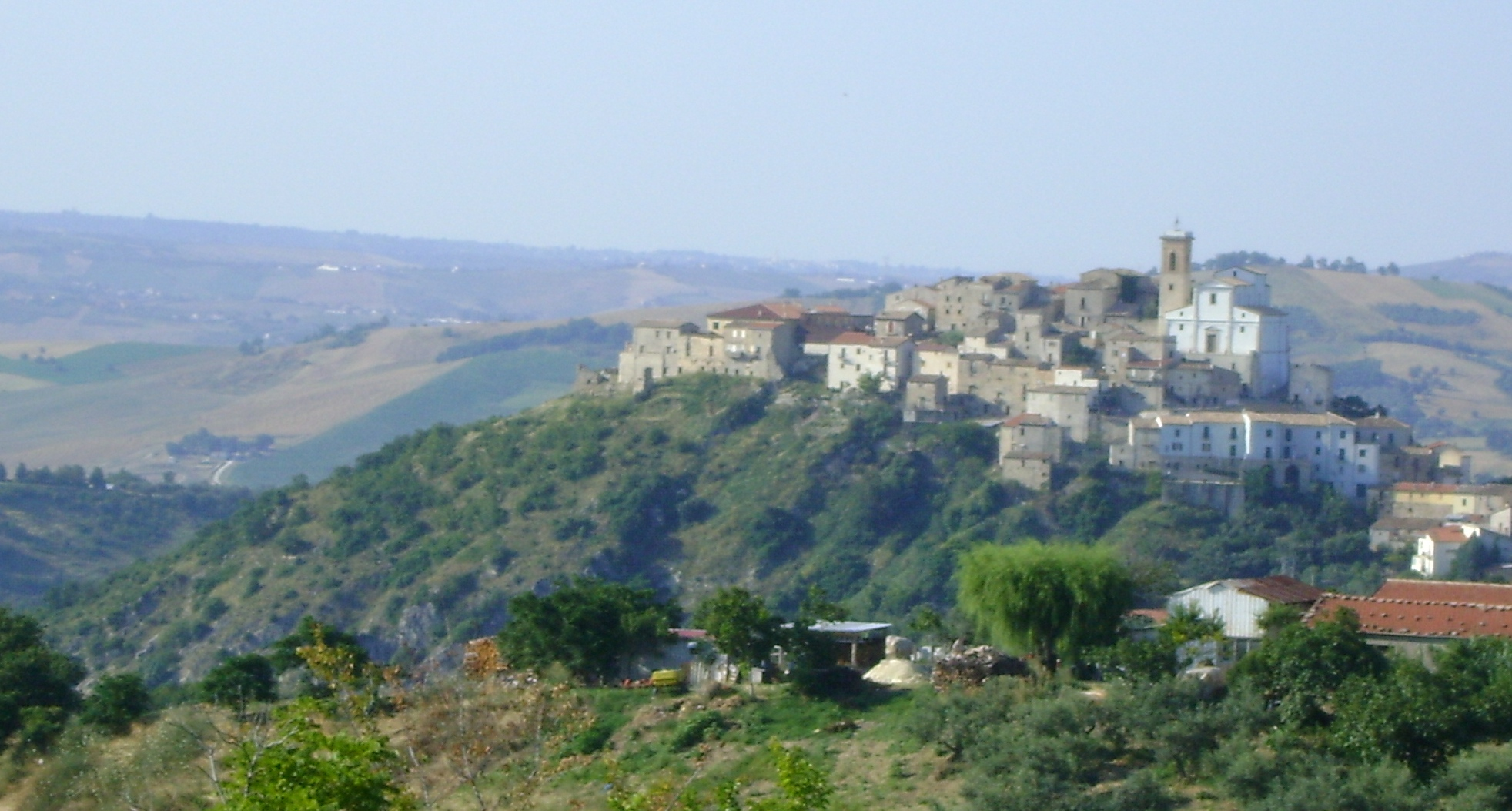
Altino

La población se creó durante la Edad Media. El edificio más notable es la Iglesia de la Virgen de las Gracias (Madonna delle Grazie), que conserva restos de frescos de 1355.

## Evolución demográfica
| Gráfica de evolución demográfica de Altino entre 1861 y 2001 |
|                                                              |
| Fuente ISTAT - elaboración gráfica de Wikipedia              |

- Datos: Q51179
- Multimedia: Altino / Q51179

1. ↑  Worldpostalcodes.org, código postal n.º 66040.
2. ↑  «Codici Catastali». Comuni-italiani.it (en italiano). Consultado el 29 de abril de 2017.